# Haddadus aramunha
Haddadus aramunha is een kikker uit de familie Craugastoridae. De soort werd voor het eerst wetenschappelijk beschreven door José Cassimiro da Silva Jr., Vanessa Kruth Verdade & Miguel Trefaut Rodrigues in 2008. Oorspronkelijk werd de wetenschappelijke naam Strabomantis aramunha gebruikt.
De soort komt endemisch voor in Brazilië.